# Kulmim-Wad Nun
Kulmim-Wad Nun (arab. ‏كلميم-وادي نون‎; fr. Guelmim-Oued Noun) – region administracyjny w Maroku, w południowej części kraju, obejmujący część spornego terytorium Sahary Zachodniej. W 2014 roku liczył 434 tysiące mieszkańców. Siedzibą administracyjną regionu jest Kulmim. Został oficjalnie wprowadzony do podziału administracyjnego kraju w 2015 roku, poprzednio stanowił on centralną część regionu Kulmim-As-Samara.
Region dzieli się na cztery prowincje:
- Assa-Zak
- Kulmim
- Sidi Ifni
- Tantan